# Città di Clarence
La città di Clarence è una delle 29 local government areas che si trovano in Tasmania, in Australia. Essa si estende su di una superficie di 386 chilometri quadrati ed ha una popolazione di 50.808 abitanti. La sede del consiglio si trova a Rosny Park.